# Dmitriy Gaag
Dmitriy Gaag (Karaganda, 20 marzo 1971) è un triatleta kazako.

## Carriera
Ha vinto nel 1999 i campionati del mondo di triathlon di Montreal.

## Titoli
- Campione del mondo di triathlon (Élite) - 1999
- Coppa del mondo di triathlon - 2000, 2004